# Astragalus cysticalyx
Astragalus cysticalyx es una especie de planta del género Astragalus, de la familia de las leguminosas, orden Fabales.

## Distribución
Astragalus cysticalyx se distribuye por Kazajistán (Taldy-Kurgan) y noroeste de China (Xinjiang).

## Taxonomía
Fue descrita científicamente por Ledeb. Fue publicada en Fl. Ross. 1: 643 (1843).